# Elof Ahrle
Elof Ahrle (21 de enero de 1900-3 de junio de 1965) fue un actor y director cinematográfico de nacionalidad sueca.

## Biografía
Nacido y criado en Nyköping, Suecia, su nombre completo era Gustaf Elof Carlson, y era hijo de Karl August Karlsson, propietario de una lechería, y Karolina Matilda Carlson. Cursó estudios en la escuela teatral de Elin Svensson en 1919, a la vez que trabajaba de manera temporal con Albert Ranft en el Svenska Teatern de Estocolmo y el Vasateatern. 
En el verano de 1920 actuó en teatro al aire libre, y en invierno del mismo año trabajó en la sala de Leopold Edin, donde encarnó a Jack Chesney en La tía de Carlos. 
Escribió también diez obras de burlesque, la primera de ellas Smugglarkungen (1929). En los años 1932-1937 estuvo unido al Folkets hus teater, bajo la dirección de Ragnar Klange, un teatro dedicado de manera principal a la revista. Fue el creador de un personaje, Loffe, que se caracterizaba por su tradicional dialecto de Estocolmo. Su gran oportunidad llegó en 1934 con el monólogo de Kar de Mumma "Fotbollsakademin".
Elof Ahrle actuó en unas 80 producciones cinematográficas, dirigiendo en varias ocasiones y escribiendo también guiones, como fue el caso del film Sextetten Karlsson (1945), basado en una historia casi autobiográfica. También fue un actor dramático, como hizo en la película de Herbert Grevenius Krigsmans erinran (1947), así como en la obra de Arthur Miller Muerte de un viajante en 1959.
Elof Ahrle falleció en la parroquia de Sollentuna, en Estocolmo, en 1965, a causa de un cáncer. Fue enterrado en el Cementerio Norra begravningsplatsen de Estocolmo. Había estado casado con entre 1931 y 1939 con la actriz y cantante Naemi Briese, y desde 1940 hasta su muerte con Birgit Rosengren. Fue padre del actor Leif Ahrle y de la cantante Carina Ahrle, y tío del actor Ulf Qvarsebo. 

## Teatro
- 1933 : Folkets gröna ängar, de Åke Söderblom, Tor Bergström, Sten Axelson y Gösta Chatham, escenografía de Ragnar Klange, Folkets hus teater[4]
- 1933 : Skärgårdsflirt, de Gideon Wahlberg, escenografía de Ragnar Klange, Folkets hus teater[5]
- 1936 : Heja folket, de Harry Iseborg y Nisse Berggren, escenografía de Ragnar Klange, Folkets hus teater[6]
- 1936 : 65, 66 och jag, de Axel Frische, escenografía de Ragnar Klange, Folkets hus teater[7]
- 1937 : Folket i bild, escenografía de Ragnar Klange, Folkets hus teater[8]
- 1939 : Pricken, de Svend Rindom, escenografía de Svend Rindom, Oscarsteatern[9]
- 1947 : Krigsmans erinran, de Herbert Grevenius, escenografía de Henrik Dyfverman, Blancheteatern[10]
- 1954 : Arsenik åt alla spetsar, de Rune Moberg, escenografía de Gösta Jonsson, Boulevardteatern[11]
- 1955 : Han, Hon och Hin, de André Roussin, escenografía de Per Gerhard, Vasateatern[12]
- 1963 : Änkeman Jarl, de Vilhelm Moberg, escenografía de Per-Axel Branner, Skansens friluftsteater[13]
- 1964 : Den stora effekten, de Robert Dhery, escenografía de Stig Ossian Eriksson, Idéonteatern

## Teatro radiofónico
- 1946 : Bortom alla väggar, de Gustaf Carlström, dirección de Johan Falck[14]

## Filmografía

### Actor
- 1920 : Carolina Rediviva
- 1921 : Körkarlen
- 1934 : Pettersson - Sverige
- 1934 : Flickorna från Gamla stan
- 1934 : Hon eller ingen
- 1935 : Grabbarna i 57:an
- 1936 : Skeppsbrutne Max
- 1936 : 65, 66 och jag
- 1937 : Pappas pojke
- 1937 : Odygdens belöning
- 1937 : O, en så'n natt!
- 1937 : Vi går landsvägen
- 1937 : Än leva de gamla gudar
- 1937 : Ryska snuvan
- 1938 : Herr Husassistenten
- 1938 : Bara en trumpetare
- 1938 : Den stora kärleken
- 1938 : Kamrater i vapenrocken
- 1938 : Vi som går scenvägen
- 1939 : Åh, en så'n grabb!
- 1939 : Efterlyst
- 1940 : Alle man på post
- 1940 : Hjältar i gult och blått
- 1940 : Lillebror och jag
- 1940 : Åh, en så'n advokat
- 1941 : Fransson den förskräcklige
- 1941 : Söderpojkar
- 1941 : Uppåt igen
- 1942 : Tre glada tokar
- 1942 : Tre skojiga skojare
- 1942 : Ungdom i bojor
- 1942 : I gult och blått
- 1942 : Flickan i fönstret mitt emot
- 1943 : En fånge har rymt
- 1943 : Herr Collins äventyr
- 1943 : Livet måste levas
- 1944 : Lev farligt
- 1945 : Blåjackor
- 1945 : Moderskapets kval och lycka
- 1945 : Sten Stensson kommer till stan
- 1945 : Skådetennis
- 1945 : Sextetten Karlsson
- 1946 : Pengar - en tragikomisk saga
- 1946 : Onsdagsväninnan
- 1946 : Hundra dragspel och en flicka
- 1947 : Sången om Stockholm
- 1947 : Maria
- 1947 : Krigsmans erinran
- 1948 : Loffe som miljonär
- 1948 : Loffe på luffen
- 1948 : Dit vindarna bär
- 1949 : Hur tokigt som helst
- 1949 : Sjösalavår
- 1950 : Loffe blir polis
- 1950 : Cuando la ciudad duerme
- 1950 : Min syster och jag
- 1950 : Motorkavaljerer
- 1950 : Två trappor över gården
- 1951 : Livat på luckan
- 1951 : Skeppare i blåsväder
- 1951 : Det var en gång en sjöman
- 1952 : Säg det med blommor
- 1952 : Kronans glada gossar
- 1952 : Åke klarar biffen
- 1953 : Göingehövdingen
- 1953 : Mästerdetektiven och Rasmus
- 1953 : Kungen av Dalarna
- 1954 : Taxi 13
- 1955 : Danssalongen
- 1955 : Friarannonsen
- 1955 : Ute blåser sommarvind
- 1955 : Paradiset
- 1955 : Männen i mörker
- 1956 : Flamman
- 1956 : Rasmus, Pontus och Toker
- 1956 : Lille Fridolf och jag
- 1956 : På heder och skoj
- 1956 : Karl för sin hatt
- 1957 : Lille Fridolf blir morfar
- 1957 : Aldrig i livet
- 1958 : Jazzgossen
- 1958 : Gäst hos bagaren
- 1959 : Mälarpirater
- 1959 : Djurgårdsmässan
- 1960 : Domaren
- 1960 : 16 år

### Director
- 1942 : Tre skojiga skojare
- 1942 : I gult och blått
- 1943 : Livet måste levas
- 1943 : En fånge har rymt
- 1945 : Sextetten Karlsson
- 1946 : Stiliga Augusta
- 1947 : Sången om Stockholm
- 1948 : Livet på Forsbyholm
- 1950 : Motorkavaljerer
- 1950 : Loffe blir polis